# 爱德华·希思
愛德華·理查·喬治·「泰德」·希思爵士，KG，MBE（Sir Edward Richard George "Ted" Heath，1916年7月9日—2005年7月17日），英國軍人和政治家，1965年至1975年出任保守黨黨魁，1970年至1974年間出任首相。作為平民出身的保守黨黨魁，希思的前任大多都是地主和貴族出身（如哈羅德·麥美倫），而後繼者卻來自精英管理階層（如戴卓爾夫人和馬卓安），因此他扮演了兩個時期之間的過渡角色。不過，希思親歐共體的立場及政策也使保守黨陷入數十年對歐盟態度的分歧及政治鬥爭。

## 生平

### 早年
希思於1916年7月9日生於肯特郡的布羅德斯泰斯（Broadstairs），父親是一位木匠，而母親則是一位女傭。他早年就讀於拉姆斯蓋特（Ramsgate）的查塔姆樓文法學校，隨後於1935年入讀牛津大學的贝利奥尔学院，修讀哲學、政治及經濟學。入大學前，他曾兩次申請獎學金，但都遭到拒絕，因此他的學費主要由父母和肯特郡教育委員會的貸款提供。希思是一位音樂天才，曾在第一段學期獲得書院的音樂獎學金。在1939年，希思最終以二等荣誉成绩畢業。另外，希思在大學的時候已十分熱心於參與保守黨的政治活動，但他卻極力反對斯坦利·鮑德溫和内维尔·张伯伦所推行的綏靖政策。而在1938年的牛津市國會補選中，希思更反對保守黨的官方候選人奎尼汀·霍格（Quintin Hogg），轉移支持獨立進步黨（Independent Progressive）的林賽博士（Dr. Lindsay）。在同年11月，希思在贝利奥尔学院的贊助下，以抵制綏靖政策為政綱，當選為牛津辯論學會（Oxford Union Society）的主席。
據了解，希思之所以反對綏靖政策，是因為他曾在1937年出席過納粹黨的紐倫堡大會，並曾在黨衛隊的雞尾酒會中見過赫尔曼·戈林、約瑟夫·戈培爾和海因里希·希姆萊等納粹黨領導人。當中，希思在後來回憶道：「希姆萊是我見過最邪惡的人。」
在第二次世界大戰期間，希思在皇家砲兵隊服役，砲兵隊遣散後，他於1946年8月加入榮譽砲兵連，並獲擢升為指揮官。另外，希思又一度獲民航處聘用，成為公務員，但他因為有意參選國會而旋即於1947年11月辭職。辭職後，希思曾成為《教會時代》的編輯，又在正式參選前在布朗與席普利公司（Brown, Shipley & Co）當過銀行家。在1950年，希思以133票之差，擊敗對手阿什利·布拉莫爾（Ashley Bramall），成為下議院議員，代表貝克斯利（Bexley）選區（希思與布拉莫爾在大學辯論隊時代已經是對手）。

### 國會議員

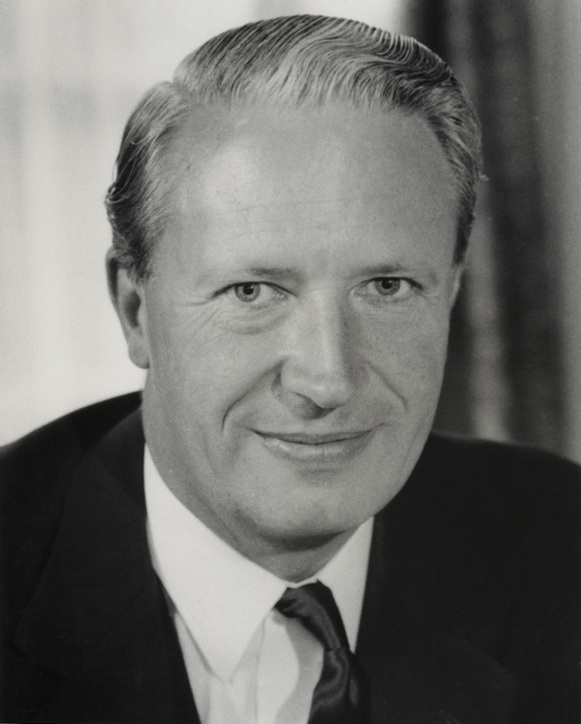
1960年希思官方肖像

1951年2月，希思獲邱吉爾任為黨鞭，隨後保守黨在1951年大選後重新上台，希思雖然留在黨鞭辦公室，但他仍得到多番擢昇，並在1955年12月獲安東尼·艾登起用為黨鞭長（Chief Whip）。由於黨鞭無須在國會發言，因此當苏伊士运河危机爆發後，希思未有受牽連。至於在安東尼·艾登宣佈辭去首相一職後，希思提交了一份報告，收集保守黨議員對艾登繼承人的意見，這份報告得到麥美倫的欣賞，更幫助他成為首相，因此麥美倫在1959年大選後，立即任用希思為勞工大臣。
希思一直強烈支持英國在政治和經濟上加入共同市場。而在1960年，他被麥美倫改任為掌璽大臣，負責就英國加入欧洲共同体進行談判，但是談判最後以失敗告終。亚历克·道格拉斯-休姆爵士上任首相後，希思被改派為貿易委員會主席和工業、貿易和地區發展大臣（Secretary of State for Industry, Trade, and Regional Development），任內見證著零售業價格管制的廢止。
保守黨在1964年大選落敗後，道格拉斯-休姆辭去黨魁一職，並在辭職前通過更改黨魁選舉規則，只讓下議院議員擁有投票權。黨魁選舉在翌年舉行，結果希思以150票意外當選，他的熱門對手雷金納·麥德寧（Reginald Maudling）只得133票，而另一對手埃诺奇·鮑威尔（Enoch Powell）亦僅得15票。希思當選後，成為有史以來最年輕的保守黨黨魁，雖然保守黨後來在1966年大選再次落敗，但希思沒有宣佈請辭。
1970年大選臨近的時候，保守黨在塞爾斯登公園酒店意外泄露一份政策文件，內容大約指出保守黨將會任用頗激進的貨幣主義者，推動以自由市場為方針的政策，去解決國內的通貨膨脹和失業問題。消息傳出後，工黨首相哈羅德·威爾遜立即指出保守黨的政策失當，並以「塞爾斯登人」（Selsdon Man）來取笑保守黨的政策反動保守。儘管當時輿論一致認為工黨的威爾遜將在大選勝出連任，但希思帶領的保守黨卻出乎意料地在大選中擊倒威爾遜，希思遂成為首相。

### 首相

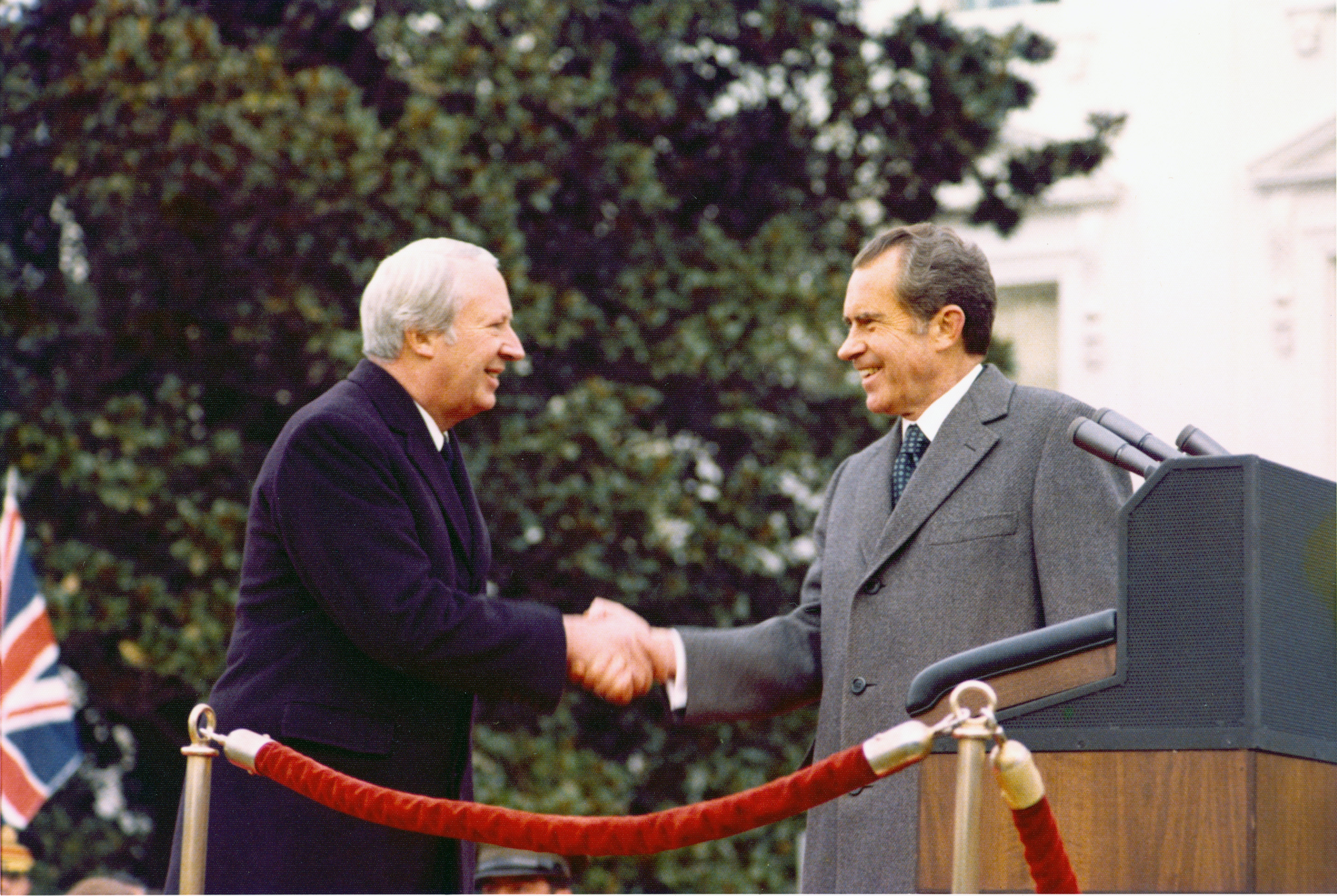
1973年，希思與美国总统理查德·尼克松在白宮會面

希思與其他1960年代及70年代的英國首相一樣，經歷了十分艱難的日子。他甫上任後不久，財政大臣伊安·麥克勞德（Iain Macleod）即於1970年7月20日遽逝。麥克勞德的死，使很多原先計劃好的經濟政策（包括把稅制由直接稅改為間接稅）都被迫暫緩實施，而「塞爾斯登文件」也在1972年擱置起來。改革工會成為了最大難題。不論是保守黨還是工黨政府，都未能成功對工會進行改革，希思出任首相的時期，工會更日益變得激進好鬥。結果希思對工會的改革變成為長時間的政治角力，但通脹和失業情況卻愈益嚴峻。1973年，全球又正值陷入了能源危機，希思唯有對工廠實行三天工作週，以減低能源消耗。這些事件已經使希思政府的聲望大大下降。
希思至政府曾削減社會福利方面的開支，他的教育大臣戴卓爾夫人除了取消向學童免費供應牛奶外，又削減對公開大學的撥款。但如果比較日後戴卓爾夫人的政府，希思在這方面已顯得較溫和仁慈了。
北愛爾蘭問題在希思任首相期間急劇惡化，並在1972年爆發了著名的血腥星期日。當日倫敦德里（Londonderry）舉行了非法遊行，英軍向群眾開火，結果有14名手無寸鐵的人被擊斃，而希思在2003年的一個聽證會上，聲明自己沒有推廣或同意在北愛爾蘭使用任何違法的武力。事後在1972年7月，希思指派他的北愛爾蘭事務大臣威廉·懷特勞（William Whitelaw）與愛爾蘭共和軍的代表在倫敦舉行非正式的會談，但會談沒有達成共識，希思政府唯有接觸一些較溫和的北愛爾蘭黨派，並成功在1973年12月9日年發表了《桑寧代爾協議》（Sunningdale Agreement）。不過，《桑寧代爾協議》一直被愛爾蘭共和軍杯葛，而不少統一論者也對協議大表不滿，這引致阿爾斯特統一黨（Ulster Unionist Party）後來脫離與保守黨的合作及聯盟關係（自愛爾蘭），不再支持保守黨政府，使希思政府的聲望進一步受挫，更成為他下台的伏筆。
1973年成功使英國加入欧洲共同体。到了1974年2月28日，為了鞏固國民對保守黨的支持，希思決定提前大選，但選舉的結果卻是非決定性的。雖然保守黨在選票數量上取得相對多數，但工黨在議席數量上卻得到了相對多數。由於失去了北愛爾蘭統一黨國會議員的支持，希思企圖尋求與自由黨組成聯合政府，不過卻因自由黨要求選舉制度改革但遭到拒絕。結果在1974年3月4日，希思宣佈辭去首相一職，由工黨的威爾遜組成少數黨政府，復任首相，工黨並在同年10月再次舉行的大選中，取得了些微的多數。至於《桑寧代爾協議》則在1974年5月28日，即希思卸任首相後廢止。
基思·約瑟夫爵士與戴卓爾夫人在1974年成立了政策研究中心（Centre for Policy Studies），繼承了希思的「塞爾斯登文件」，提倡激進的自由市場政策。

### 卸任首相後
在希思多年帶領下，保守黨多次在大選失利，使不少保守黨議員和報紙編輯也開始視希思本身為保守黨的一個不利因素。但由於希思常表示自己希望可以組成一個令全國團結一致的政府，因此他仍得到了普遍選民的同情。
落選首相後，希思在前坐議員的支持下，仍舊出任黨魁一職。但由於在當時，根據黨規，黨魁選舉只會在黨魁一職出缺的情況下才會舉行，而黨規卻不容許黨魁指派接班人，或接受其他黨員的挑戰。因此當時希思仍備受壓力，迫使他在1974年底宣佈重新檢討黨規，以便舉行黨魁選舉，讓黨員向他作出挑戰。最初，希思相信自己不會被成功挑戰，因為他過往的競爭對手埃諾奇·鮑威爾早已退黨，而另一熱門人選基思·約瑟夫爵士又在控制生育的議題上備受批評。可是，始料不及的是，保守黨的後座議員一直對希思表示不滿，而他們的代表艾瑞·尼夫（Airey Neave）更決意物色一位有份量的人選挑戰希思，最後他找到了有份創立政策研究中心的戴卓爾夫人，遂揭開了黨魁選舉的序幕。
除了讓黨員挑戰黨魁外，新的黨規又列明，勝出的候選人若未能取得多數而指定的票數，就要進入第二輪選舉。戴卓爾夫人最初被外界視為掩護性候選人（stalking horse），但她的競選經理艾瑞·尼夫其後卻認為戴卓爾夫人有足夠能力擊敗希思。最後，選舉結果在1975年2月4日公佈，戴卓爾夫人以130票擊敗希思的119票。而希思在第一輪選舉落敗後，決定退出選舉，並以他心目中的接班人威廉·懷特勞出選。但戴卓爾夫人仍然在一星期後，以146票擊敗懷特勞的79票。至此，戴卓爾夫人正式接替希思，成為保守黨首位女性黨魁及女性官方反對黨領袖。

### 晚年

阿蘭·華倫所攝希思肖像（1987年）

希思的盾徽

希思被擊敗後，一直對戴卓爾夫人領導保守黨的新方向和新理念，特別是保守黨的政經政策向右轉予以抨擊。隨後1979年英國大選，保守黨重新上台，希思獲委任為駐美國大使，但他拒絕。一直至1981年的保守黨大會，希思仍被黨內的自由派人士視為象徵性的領袖。
希思在晚年仍活躍於國際舞台，曾參與過布蘭特委員會（Brandt Commission）。另外，希思一直對舊同僚埃諾奇·鮑威爾表示憎惡；而鮑威爾在1998年逝世後，希思一直拒絕對其家人表示同情。
1974年2月大選，希思曾表示期望可以組成一個由各黨派參與的「聯合政府」。不少評論員認為，希思這種想法是希望國家政局出現危難的時候，自己可以以「較老練的政客」的身份出掌一個類似的「聯合政府」。然而，這種機會一直也沒有來臨。
希思卸任首相和保守黨魁後，以後坐議員的身份繼續在下議院，並代表倫敦的舊貝克斯利和西德卡普選區（Old Bexley and Sidcup）。2001年希思才正式從下議院退休，而他早在1992年已獲授予嘉德勳章。另外，希思是任職下議院議員和擁有「下院之父」名銜時間最長的人，見證過不少英國下議院議長的任免。
1991年，希思認為美國所要建立的以西方價值觀為指導的世界新秩序「只不過是一種新帝國主義」。

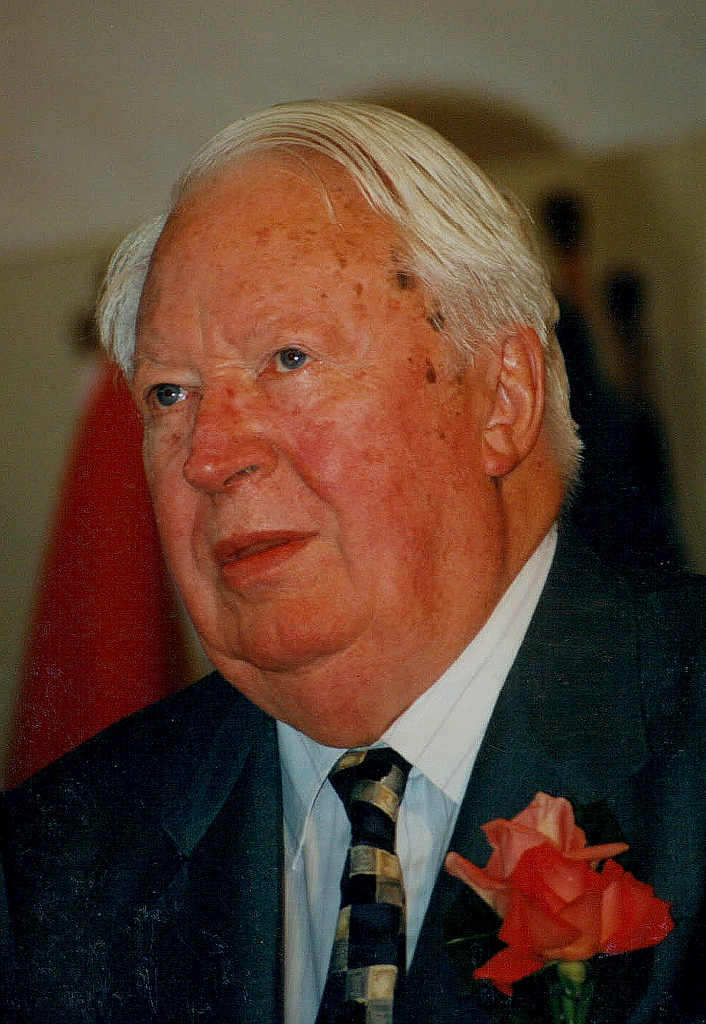
1995年的希思

1997年6月30日，希思有份出席香港交接儀式，並與前港督麥理浩及前外相賀維繼續出席7月1日凌晨的香港特別行政區成立暨特區政府宣誓就職儀式。
2003年8月，希思在奧地利萨尔茨堡旅遊時患上了肺栓塞，此後一直留在索爾茲伯里（Salisbury）休養，最後在2005年7月17日因肺炎病逝，享年89歲，遺體隨後安葬於索爾茲伯里大教堂。

### 身後
2006年1月，有消息指依據遺囑，希思生前留下了5百萬英鎊，但由於他終生不娶，沒有後嗣，所以當中絕大部份的遺產均捐贈予一個以自己的名稱命名的慈善基金，而該基金主要用於保存他那幢在18世紀建成的宅第「Arundells」（位於索爾茲伯里大教堂旁）。另外，希思將20,000英鎊遺贈予他兄長的遺孀，而希思的管家則獲分到2500英鎊。
2015年，一名64歲男子聲稱12歲時曾遭希思性侵；經過兩年調查後，英國警方指出他共涉及7宗案件，其中受害人包括一名十歲男童，希思還被控對其他男性或男童猥褻，也被控嫖童妓，犯案期間橫跨1956至1992年之間。但由於希思已經過世，警方無法追溯。

## 著作
《旧世界 新前景——英国，共同市场和大西洋联盟》，中文版1973-12 商务印书馆

## 個人嗜好
希思是一位出色的帆船運動員。他在1969年購入了首部屬於自己的遊艇「Morning Cloud」，並在同年於悉尼至荷伯特帆船大賽（Sydney to Hobart Yacht Race）中勝出。其後，他又在1971年和1979年的海軍上將杯（Admiral's Cup）帶領英國隊參賽，當中更在1971年勝出。
希思也特別鍾愛於古典音樂，曾將一台施坦威三角鋼琴搬到首相府唐寧街10號。另外，他又常為自己選區的週年詩歌音樂會擔任指揮。
希思曾寫有三本與政治無關的書，主題分別是航海、音樂和旅遊。此外，他又寫有一本自傳《The Course of My Life》。

## 希思與中國
希思在1974年卸任首相後，首次訪問中華人民共和國，並與當時的領導人毛澤東和鄧小平等人會面；此後在27年的時間裡，他訪問中國達25次之多。在希思的任內，英國與中國成功在1972年建交，並促進了中英交往。及後在1980年代，希思又多次與鄧小平會談，協助中英雙方就香港前途問題展開談判。
希思曾經認為，「一國兩制將可在香港成功落實」，而香港主權移交予中華人民共和國是「對中國、香港、英國和全世界的最好交代」。2002年11月26日，中國人民對外友好協會對希思頒贈「友好證書」和勳章，並授予他「人民友誼使者」的稱號，以答謝他多年來對中英關係所付出的努力。在他死後，中國的《人民日報》和英文報章《中國日報》都引用鄧小平的話，以「中國人民的老朋友」（old friend of China）來形容他。

## 頭銜
- 愛德華·希思，Esq （1916年7月9日—1945年）
- 愛德華·希思中校，Esq （1945年）
- 愛德華·希思中校，Esq，MBE （1946年）
- 愛德華·希思，Esq，MBE （？—1950年2月23日）
- 愛德華·希思，Esq，MBE，MP （1950年2月23日—1955年）
- 愛德華·希思閣下，MBE，MP （1955年—1992年4月24日）
- 愛德華·希思爵士閣下，KG，MBE，MP （1992年4月24日—2001年6月7日）
- 愛德華·希思爵士閣下，KG，MBE （2001年6月7日—2005年7月17日）

## 綽號
「泰德·希思」（Ted Heath）和「泰德」（Ted）是希思最廣為人知的綽號。自從希思於1962年11月就英國在共同市場的食品價格問題上進行談判後，《Private Eye》雜誌便開始稱呼他作「雜貨店主」（The Grocer）或「雜貨店主希思」（Grocer Heath）。最初這綽號並不常用，但希思在1970年大選承諾減低雜貨價格後，這綽號再被該雜誌廣泛使用。
希思對自己被戴卓爾夫人擊敗一事一直感到丟臉和不滿，這股怒氣在戴卓爾夫人擔任首相的時候也沒有退減，因此希思又被戲稱為「難以置信的怒漢」（The Incredible Sulk）。後來，希思在他的回憶錄發行會上打趣地說，「怒氣已不復存在」（The sulk is over）。
少數的歐洲懷疑主義者會以「賣國賊希思」（Traitor Heath）來稱呼希思，因為他們認為，希思帶領英國加入欧洲共同体（歐盟前身）是出賣英國主權及利益的行為，事實上當時保守黨的絕大多數是親歐派，與現時保守黨受脫歐派主導不同。希思親歐的立場及政策也使保守黨陷入數十年對歐盟態度的分歧及政治鬥爭。

## 希思內閣
- 愛德華·希思—首相
- 聖瑪麗洛堡的海爾什勳爵（Lord Hailsham of St Marylebone）—大法官
- 威廉·懷特勞—樞密院議長和下議院領袖
- 傑利科勳爵（Lord Jellicoe）—掌璽大臣和上議院領袖
- 伊安·麥克勞德—財政大臣
- 亞歷克·道格拉斯-休姆爵士—外務大臣
- 雷金納·麥德寧—內務大臣
- 詹姆斯·普賴爾（James Prior）—農業、魚業及食品部長
- 卡靈頓勳爵（Lord Carrington）—國防大臣
- 戴卓爾夫人—教育及科學大臣
- 羅伯特·卡爾（Robert Carr）—就業事務大臣
- 彼得·沃克（Peter Walker）—房屋及地方政府事務大臣
- 基思·約瑟夫爵士—衛生事務及社會福利大臣
- 安東尼·巴伯（Anthony Barber）—蘭卡斯特公爵領地總裁
- 戈登·甘貝爾（Gordon Campbell）—蘇格蘭事務大臣
- 傑佛瑞·呂本（Geoffrey Rippon）—科技大臣
- 邁克爾·諾貝爾（Michael Noble）—貿易委員會主席
- 彼得·托馬斯（Peter Thomas）—威爾斯事務大臣

### 變動
- 1970年7月—伊安·麥克勞德逝世，財政大臣由安東尼·巴伯接任。傑佛瑞·呂本接替巴伯成為蘭卡斯特公爵領地總裁。約翰·戴維斯（John Davies）獲委任為科技大臣
- 1970年10月—科技部和貿易委員會合併為貿易及工業部（Department of Trade and Industry）。約翰·戴維斯遂成為貿易及工業大臣（Secretary of State for Trade and Industry）。原任貿易委員會主席的邁克爾·諾貝爾則脫離內閣。另外，房屋及地方政府事務部改組為環境事務部，彼得·沃克成為首任環境事務大臣。
- 1972年3月—羅伯特·卡爾取代威廉·懷特勞，成為樞密院議長和下議院領袖。莫里斯·麥美倫（Maurice Macmillan）晉身內閣，接替卡爾為就業事務大臣。懷特勞則改任為首任北愛爾蘭事務大臣（Secretary of State for Northern Ireland）。
- 1972年7月—羅伯特·卡爾取代雷金納·麥德寧為內務大臣。詹姆斯·普賴爾接替羅伯特·卡爾為樞密院議長和下議院領袖。約瑟·戈德伯（Joseph Godber）則接替普賴爾為農業、魚業及食品大臣。
- 1972年11月—傑佛瑞·呂本接替彼得·沃克，成為環境事務大臣。呂本原任的蘭卡斯特公爵領地總裁一職由約翰·戴維斯接任。彼得·沃克則接替戴維斯，成為貿易及工業大臣。另外，賀維晉身內閣，出任消費者事務大臣（Minister for Trade and Consumer Affairs）一職。
- 1973年6月—溫德爾沙姆勳爵（Lord Windlesham），接替傑利科勳爵，出任掌璽大臣和上議院領袖。
- 1973年12月—威廉·懷特勞接替莫里斯·麥美倫為就業事務大臣。法蘭西斯·皮姆（Francis Pym）則接替懷特勞為北愛爾蘭事務大臣。莫里斯·麥美倫改任財政部主計長（Paymaster-General）。
- 1974年1月—伊恩·吉爾莫（Ian Gilmour）取代卡靈頓勳爵，成為國防大臣。卡靈頓勳爵改任能源大臣（Secretary of State for Energy）。

## 外部連結
- 《衛報》讣闻 （页面存档备份，存于）
- 《亞洲週刊》讣闻 （页面存档备份，存于）
- 《中國日報》讣闻 （页面存档备份，存于）
- 《环球时报》讣闻 （页面存档备份，存于）

| 官衔                              | 官衔                         | 官衔                   |
| --------------------------------- | ---------------------------- | ---------------------- |
| 前任者： 海爾什子爵               | 掌璽大臣 1960年–1963年       | 繼任者： 塞爾文·勞埃   |
| 前任者： 弗雷德·埃羅爾            | 貿易委員會主席 1963年–1964年 | 繼任者： 道格拉斯·傑伊 |
| 前任者： 亞歷克·道格拉斯-休姆爵士 | 英國保守黨黨魁 1965年–1975年 | 繼任者： 戴卓爾夫人    |
| 前任者： 亞歷克·道格拉斯-休姆爵士 | 反對黨領袖 1965年–1970年     | 繼任者： 哈羅德·威爾遜 |
| 前任者： 哈羅德·威爾遜            | 英國首相 1970年–1974年       | 繼任者： 哈羅德·威爾遜 |
| 前任者： 哈羅德·威爾遜            | 反對黨領袖 1974年–1975年     | 繼任者： 戴卓爾夫人    |
| 前任者： 伯纳德·布雷恩            | 下院之父 1992年–2001年       | 繼任者： 譚姆·戴利埃爾 |